# 라운드 걸
라운드 걸 또는 링 걸(ring girl)은 종합격투기나 킥복싱, 권투 등의 격투기 대회에서 경기 중간 링에 들어가 라운드 회수를 알려주는 역할과 대회 홍보를 담당하는 모델을 의미한다. 종합격투기계에서는 옥타곤 걸, 케이지 걸로도 불린다. 국내 종합격투기 단체 로드 FC의 라운드 걸은 '로드걸'이라고도 한다.

## 개요
라운드 걸은 주로 라운드 사이에 링, 혹은 케이지에 올라 다음 라운드 번호가 포함된 보드를 내걸면서, 케이지의 경우 바깥 둘레, 링의 경우 링 내에서 도는 일을 하며 이벤트에 따라 승리한 선수에게 상 등도 증정한다. 또한 계체량 등 관련 행사에도 종종 참석한다.
라운드 걸은 레이싱 모델이나 그라비아 아이돌(일본의 경우에 해당됨) 등 모델을 직업으로 하는 여성이 선정되는 경우가 많다. 대한민국의 경우 로드 FC의 라운드 걸로 활동한 주다하, 박시현 등이 모두 레이싱 모델 출신이었다. 하지만 모델을 직업으로 하지 않는 여성이라도 매력과 자질이 있다면 공개 채용이나 비공개 채용 등으로 라운드 걸이 될 수 있다. 일례로 로드 FC의 라운드 걸 공민서는 비모델 출신이었지만 비공개 채용으로 로드 FC 전속의 라운드 걸이 되었고, 또 같은 로드 FC의 라운드 걸 임지우는 모델 경험이 거의 없었지만 로드 FC가 주최한 로드걸 선발대회에서 1위에 올라 로드 FC 전속의 라운드 걸이 되었다.
일본의 경우 마사키 준코, 다카노 등 라운드 걸로서의 활동을 종료한 후 격투기 선수로 전향하는 경우도 있다. 다카노는 라운드 걸 활동을 병행하면서 격투기 선수로 활동하고 있다.

## 복장
라운드 걸이 처음 등장한 시기에는 정장 차림이 많았지만, 최근에는 보통 비키니, 수영복, 미니 원피스 차림의 의상이 대부분이다. 또한 하이힐을 신는 경우가 많다. 하지만 UFC의 라운드 걸은 하이힐을 신지 않지 않는다.

## 주요 모델
다음은 종합격투기의 라운드 걸로 활동하며 잘 알려진 모델들이다.
| 단체         | 모델              | 데뷔                                             | 비고                               |
| ------------ | ----------------- | ------------------------------------------------ | ---------------------------------- |
| 로드 FC      | 김하율            | Road FC 005: Night of Champions, 2011년 12월 3일 | 레이싱 모델 출신                   |
| 로드 FC      | 박시현            | Road FC 002: Alive, 2011년 4월 16일              | 레이싱 모델 출신                   |
| 로드 FC      | 이아린            | Road FC 005: Night of Champions, 2011년 12월 3일 | 레이싱 모델 출신                   |
| 로드 FC      | 이은혜            | Road FC 036, 2017년 2월 11일                     | 레이싱 모델 출신, 전 TFC 라운드 걸 |
| 로드 FC      | 임지우            | Road FC 027: In China, 2015년 12월 26일          | 사진 모델 출신                     |
| 로드 FC      | 임지혜            | Road FC 013, 2013년 10월 12일                    | 레이싱 모델 출신                   |
| 로드 FC      | 주다하            | Road FC 006: Final 4, 2012년 2월 5일             | 레이싱 모델 출신                   |
| 로드 FC      | 최슬기            | Road FC 015, 2014년 5월 31일                     | 레이싱 모델 출신                   |
| UFC          | 레이첼 레아       | UFC 50: The War of, 2004년                       | 모델 출신                          |
| UFC          | 아리아니 셀레스티 | UFC 70: Nations Collide, 2007년 4월 21일         | 모델 출신                          |
| UFC          | 바네사 한슨       | The Ultimate Fighter 17 Finale, 2013년 4월 13일  | 전 Strikeforce 라운드 걸           |
| UFC          | 브리트리 팔머     | UFC 125: Resolution, 2011년 1월 1일              | 전 WEC 라운드 걸                   |
| 벨라토르 MMA | 제이드 브라이스   | Bellator FC 33, 2010년                           | 모델 출신                          |

## 같이 보기
- 모델
- 레이싱 모델
- 그라비아 아이돌
- 치어리더
- 링 아나운서
- 링 닥터